# Ichneumon insulator
Ichneumon insulator là một loài tò vò trong họ Ichneumonidae.